# Вулиця Рівна (Львів)
Вулиця Рівна — вулиця у Франківському районі міста Львова, місцевість Богданівка. Сполучає вулиці Городоцьку та Сулими.

## Історія та забудова
Вулиця виникла на початку XX століття в межах підміського села Богданівка та у 1928 році отримала назву Рувна. За радянських часів, у липні 1944 року, назву вулиці уточнили у сучасному варіанті — Рівна.
У забудові вулиці Рівної представлена житлова архітектура різних епох: одно- та двоповерхові будинки 1930-х років у стилі конструктивізм (№ 20), п'ятиповерхівки 1980-х років, п'яти- та шестиповерхові житлові будинки 1990-х років (№ 15, № 21, № 30), шестиповерхові житлові будинки 2000-х років (буд. № 23).